# Coupe d'Italie de football 1939-1940
Navigation
Coupe d'Italie 1938-1939 Coupe d'Italie 1940-1941
La Coupe d'Italie de football 1939-1940, est la 7e édition de la Coupe d'Italie.
La Fiorentina remporte son premier titre, le club avait l'avantage de jouer la finale à domicile contre le Genoa 1893.

## Tours préliminaires
Plusieurs matchs sont joués lors des tours préliminaires. Seuls sont indiqués ici les résultats à partir des demi-finales.

## Phase finale
|  | Demi-finales                 | Demi-finales                 | Demi-finales | Demi-finales |            |            | Finale | Finale | Finale | Finale |
|  |                              |                              |              |              |            |            |        |        |        |        |
|  |                              |                              |              |              |            |            |        |        |        |        |
|  | Fiorentina                   | Fiorentina                   | 3            | -            |            |            |        |        |        |        |
|  | Fiorentina                   | Fiorentina                   | 3            | -            |            |            |        |        |        |        |
|  | Juventus                     | Juventus                     | 0            | -            |            |            |        |        |        |        |
|  | Juventus                     | Juventus                     | 0            | -            | Fiorentina | Fiorentina | 1      | -      |        |        |
|  |                              |                              |              |              | Fiorentina | Fiorentina | 1      | -      |        |        |
|  |                              |                              | Genoa 1893   | Genoa 1893   | 0          | -          |        |        |        |        |
|  | Genoa 1893                   | Genoa 1893                   | Genoa 1893   | Genoa 1893   | 0          | -          | 2      | -      |        |        |
|  | Genoa 1893                   | Genoa 1893                   |              |              |            |            |        | -      |        |        |
|  | Società Sportiva Calcio Bari | Società Sportiva Calcio Bari | 0            | -            |            |            |        |        |        |        |
|  | Società Sportiva Calcio Bari | Società Sportiva Calcio Bari | 0            | -            |            |            |        |        |        |        |

Légende des couleurs
- Qualification pour la finale
- Vainqueur